# The Last Precinct
The Last Precinct est une sitcom américaine créée par Stephen J. Cannell et Frank Lupo, composée d'un téléfilm pilote de 90 minutes diffusé après le Super Bowl XX le 26 janvier 1986, et sept épisodes de 50 minutes diffusés du 11 avril au 30 mai 1986 sur le réseau NBC.
Cette série est inédite dans tous les pays francophones.

## Synopsis
Les aventures rocambolesques des policiers du commissariat du 56e district de Los Angeles.

## Distribution
- Adam West : Capitaine Rick Right
- Ernie Hudson : Sergent « Night Train » Lane
- Keenan Wynn : Butch
- Rick Ducommun : Officier William « Raid » Raider
- Randi Brooks : Officier Mel Brubaker
- Wings Hauser : Lieutenant Ronald Hobbs
- Lucy Lee Flippin : Officier Rina Starland
- James Cromwell : Chef Bludhorn
- Vijay Amritraj : Alphabet
- Pete Willcox : The King
- Hank Rolike : Sundance
- Jonathan Perpich : Sergent Price Pascall
- Yana Nirvana : Sergent Martha Haggerty
- Geoffrey Elliot : Justin Dial
- Thomas F. Duffy : Harvey (pilote)
- Nicholas Kadi (en) : Norton (pilote)

## Épisodes
1. Le Dernier Commissariat (The Last Precinct) (90 minutes)
2. L'Affaire du gorille (The Gorilla-Gram)
3. Monsieur Cool (Mr Cool)
4. Une momie en cavale (I Want My Mummy)
5. Un vampire vaut mieux que deux tu l'auras (Never Cross a Vampire)
6. Pas l'ombre d'une chance (A Ghost of a Chance)
7. Position stratégique (Toehold)
8. Le Cirque au commissariat (Three-Ring Circus)